# بيلة هيموغلوبينية
بيلة هيموغلوبينية أو مرض البول الهيموجلوبينى (بالإنجليزية: Hemoglobinuria)‏ هي حالة يوجد فيها هيموجلوبين بروتين نقل الأكسجين في تركيزات عالية بشكل غير طبيعي في البول. وغالباً ما ترتبط الحالة مع أي فقر دم انحلالي مع انحلال الدم داخل الأوعية الدموية أساساً، حيث يتم تدمير خلايا الدم الحمراء (RBCs)، وبالتالي إطلاق الهيموغلوبين الحر في البلازما. تتم تصفية الهيموجلوبين الزائد بالكليتين، والتي تفرقها إلى البول، مما يعطي البول لونًا أرجوانياً. يمكن أن تؤدي الهموغلوبينوريا إلى تقشّف أناني حاد وهو سبب غير مألوف لوفاة المرضى الذين يعانون من صدمة واحدة والذين يتعافى منهم، حسب المجلس الدولي للأمراض

## الأسباب
- التهاب كبيبات الكلى الحاد
- الحروق
- سرطان الكلى
- ملاريا
- بيلة الهيموجلوبين البولية اللونية الانتيابية
- اعتلالات الأوعية الدقيقة، مثل متلازمة الانحلال البولي (HUS)، فرفرية نقص الصفيحات الخثارية (TTP) التي تؤدي إلى فقر الدم الانحلالي مجهري السبب
- تفاعلات نقل الدم
- IgM فقر الدم الانحلالي المناعي الذاتي
- الجلوكوز 6 فوسفات نقص الهيدروجيناز
- التهاب الحويضة والكلية
- فقر الدم المنجلي
- السل في المسالك البولية
- بيلة الهيموجلوبين المسائية الثانوية لتأثيرات متكررة على الجسم، وعادة القدمين
- التهاب الكلية الرياضية الثانوية لممارسة التمارين الرياضية
- التسمم بالرصاص الحاد

## التشخيص
غالبًا ما يتم التشخيص بناءً على التاريخ الطبي وعينات الدم وعينة البول.  يشير غياب البول  في كرات الدم الحمراء و كرات الدم الحمراء المجهرية على الرغم من اختبار مقياس العمق الإيجابي يوحي الهيموغلوبينية أو بيلة الميوغلوبينية. المصطلح الطبي لـ RBCs في البول هو بيلة دموية. 